# Temples of Ice
Temples of Ice es el séptimo álbum de estudio de la banda inglesa de black metal, Venom. Fue publicado por Under One Flag Records en 1991.
El álbum contiene una versión de la canción de Deep Purple, "Speed King".

## Lista de canciones
- Todas las canciones escritas por Venom, salvo donde estea indicado.

1. "Tribes" – 3:44
2. "Even in Heaven" – 3:57
3. "Trinity MCMXLV 0530" – 3:33
4. "In Memory of (Paul Miller 1964-90)" – 4:17
5. "Faerie Tale" – 4:21
6. "Playtime" – 3:18
7. "Acid" – 4:13
8. "Arachnid" – 2:42
9. "Speed King" (Deep Purple cover) – 3:31
10. "Temples of Ice" – 6:44

## Créditos
- Tony "Demolition Man" Dolan – voz, bajo
- Jeff "Mantas" Dunn – guitarra
- Al Barnes – guitarra
- Anthony "Abaddon" Bray – batería

- Arreglado por Kevin Ridley
- Mezclado por Kevin Ridley y Pete Peck en Great Linford Manor, Inglaterra